# 비상 상고
|                                                                  |
| 형사소송법                                                       |
| 이념과 구조                                                      |
| 무죄 추정의 원칙 · 자백배제법칙 · 전문법칙                       |
| 증거보전청구권 · 형사보상청구권 · 독수독과이론                   |
| 실체적 진실주의 · 적정절차 · 신속한 재판의 원칙                  |
| 진술거부권 · 접견교통권 · 증거개시제도                           |
| 열람등사권 · 위법수집증거배제법칙                                |
| 법원                                                             |
| 제척 · 기피 · 회피 관할 · 이송 · 법관                            |
| 피고인과 변호인                                                  |
| 피고인 ·변호인 · 성명모용자 · 공동피고인 국선변호인 · 법정대리인 |
| 검사                                                             |
| 기소독점주의 · 검사 동일체의 원칙                                |
| 수사                                                             |
| 함정수사 · 불심검문 · 임의동행 · 동행요구 · 사법경찰관           |
| 구속                                                             |
| 구속영장 · 체포영장                                              |
| 증거법                                                           |
| 정황증거 · 전문증거 · 진술조서 · 진술서 · 실황조사서 · 검증조서  |
| 진술 · 증인                                                      |
| 재판                                                             |
| 공소장 · 공소장일본주의                                          |
| 고소 · 고발 · 고소불가분의 원칙 · 자수                           |
| 상소                                                             |
| 항소, 상고 & 비상상고                                            |
| 다른 7법 영역                                                    |
| 헌법 · 민법 · 형법                                               |
| 민사소송법 · 형사소송법 · 행정법                                 |
| 포털: 법 · 법철학 · 형사정책                                     |
| v • d • e • h                                                    |

비상 상고(非常上告)는 형사소송법 상의 확정 판결에 대하여 그 심판이 법령을 위반한 경우에 행해지는 비상구제절차를 말한다. 신청권자는 검찰총장에 국한되며, 관할법원은 대법원이다. 그 판결의 효력은 원칙적으로 피고인에게 미치지 않는다. 따라서, 비상상고의 목적은 법령해석의 오류를 시정하는 것으로 피고인의 구제를 위한 재심과는 다르다. 또한, 헌법재판소는 "법령상 검찰총장인 피청구인이 특정한 경우 반드시 비상상고를 신청하여야 할 작위의무가 규정되어 있다거나 헌법의 해석상 그러한 작위의무가 도출된다고 볼 수 없으므로, 청구인이 주장하는 부작위는 헌법에서 유래하는 작위의무를 해태한 경우라고 볼 수 없다."고 판단하여 설령 "확정판결에서 법령의 위반되는 사실을 발견했다고 해서 헌법소원 대상이 되는 것은 아니다."고 했다.(2020헌마319)

## 조문
형사소송법 제441조 (비상상고이유) 검찰총장은 판결이 확정한 후 그 사건의 심판이 법령에 위반한 것을 발견한 때에는 대법원에 비상상고를 할 수 있다.

## 관련조문
제444조 (조사의 범위, 사실의 조사) 법원의 관할, 공소의 수리와 소송절차에 관하여는 사실조사를 할 수 있다.

## 절차
확정판결이 법률에 위반된 것을 알게 된 검찰총장이 대법원에 비상상고를 청구한다.

## 판례
- 공소시효가 완성된 사실을 간과한 채 피고인에 대하여 약식명령을 발령한 원판결은 법령을 위반한 잘못이 있고, 피고인에게 불이익하다고 할 것인바, 이를 지적하는 비상상고는 이유가 있다[2]
- 사면된 범죄에 대하여 사면된 것을 간과하고 상고기각의 결정을 한 때에는 그 결정은 법령에 위반한 것이 되어 비상상고를 할 수 있다.[3]
- 성년인 피고인에 대하여 부정기형을 선고한 것은 법령에 위반하는 것으로서 비상상고의 대상이 된다[4]
- 직무유기죄를 범하고 징역 3개월 집행유예 1년이 선고된 피고인에 대한 항소심에서 벌금 500만원을 선고한 2017년 6월 30일부터 3개월이 채 되기 전에 검찰총장이 벌금형이 없음에도 벌금형이 선고된 위법을 이유로 대법원에 비상상고를 하여 벌금형을 파기했다.[5]
- 피고인이 특정범죄 가중처벌 등에 관한 법률 위반(허위세금계산서교부등)으로 기소되었는데, 원심이 벌금 24억 원을 병과하면서 800만 원을 1일로 환산한 기간 노역장유치를 명한 사안에서, 2014. 5. 14. 법률 제12575호로 개정된 형법 시행 후에 공소가 제기되었으므로 개정 형법 제70조 제2항에 따라 500일 이상의 유치기간을 정하였어야 함에도, 300일의 유치기간만을 정한 것은 심판이 법령에 위반한 경우에 해당한다고 한 사례.[6]

## 사례
- 1951년 1월 21일 대구지방법원 안동지원에서 전쟁 중에 백미 10가마를 농업 창고에서 훔쳐 인민군에게 건네 국가보안법과 비상사태 하의 범죄처벌에 관한 특별조치령 위반으로 사형을 선고받고 형집행 대기 중에 있던 30대에 대해 법정형이 무기징역인 것을 뒤늦게 발견하고 대검에 통보하여 비상상고를 했다.[7] 하지만 대법원은 1960년 2월 17일 무기징역을 선고한 원심을 파기하고 사형을 선고하였다.[8]
- 음주운전과 무면허 운전 경합범 법정 최고형인 500만원보다 100만원 초과하여 선고한 사건(대법원2018오4)[9]
- 1980년대 내무부 훈령 410호에 따라, 부랑인 선도 명분으로 1975년부터 1987년까지 운영됐던 부산 형제복지원이 장애인과 고아 등 3천여 명에 대해 강제노역과 학대 등을 하면서 513명을 사망하게 했던 형제복지원 원장 박인근 씨의 특수감금죄 등에 무죄를 선고한 법원 판결[10]